# Dystomorphus piceae
Dystomorphus piceae là một loài bọ cánh cứng trong họ Cerambycidae.